# BMW R71

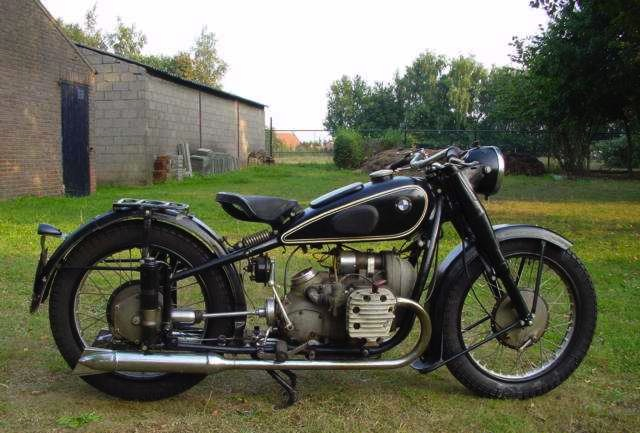
R 71 uit 1938

De BMW R 71 is een motorfiets van het merk BMW.
In 1938 bracht BMW een hele serie nieuwe modellen uit: de 250cc R 23, de 500cc R 51 met kopklepmotor, de 600cc R 61 zijklepper, de 600cc R 66 kopklepper en de 750cc R 71 zijklepper. De zijkleppers waren altijd de toermodellen, en de kopkleppers waren de sportmotoren. Deze serie bevatte dus twee toermodellen, de R 61 en de R 71. Zij volgden samen de R 12 op. Desondanks liep de productie van de R 12 door tot in 1941, waarschijnlijk omdat de machine werd ingezet door de Wehrmacht. De R 71 werd vooral beschouwd als een uitstekende zijspan-trekker en werd als zodanig ook door het leger gebruikt. Er werden 3.458 stuks geproduceerd. Met uitzondering van het Wehrmachtsgespann bouwde BMW na 1941 geen 750cc zijkleppers meer. Daarom is de 600cc R 67/2 kopklepper uit 1951 de opvolger van zowel de R 61 als de R 71.

## Rijwielgedeelte
De R 71 had het nieuwe, uit ovale buis getrokken dubbel wiegframe dat tot ver in de jaren vijftig dienst zou doen. Helemaal nieuw was de toegepaste plunjervering, waarmee voor het eerst een BMW achtervering kreeg. Voor en achter waren 200mm trommelremmen toegepast.

## Motor
Het motorblok was eenvoudig met twee steekassen in het frame gemonteerd, een constructie die het ook nog lang zou volhouden. De zijklepmotor was vrijwel gelijk aan die van de R 12.

## Aandrijflijn
De enkelvoudige droge plaatkoppeling werd bediend met een drukstang die dwars door de hoofdas van de versnellingsbak liep. Dit systeem bleef intact tot in 1996 (R 100 R Mystic). Net als de racemotoren kreeg de R 71 voetschakeling (4 versnelling). Hiernaast kreeg de machine ook nog een korte handpook, waarmee niet alleen "normaal" geschakeld kon worden, maar ook - als bij een auto - elke versnelling, inclusief de vrijstand, direct gekozen kon worden.

## Technische gegevens
| Periode         | 1938-1941                              | 1938-1941                              | 1938-1941                              |
| Categorie       | toermotor                              | toermotor                              | toermotor                              |
| Motortype       | zijklepmotor                           | zijklepmotor                           | zijklepmotor                           |
| Bouwwijze       | langsgeplaatste tweecilinderboxermotor | langsgeplaatste tweecilinderboxermotor | langsgeplaatste tweecilinderboxermotor |
| boring          | 78 mm                                  | 78 mm                                  | 78 mm                                  |
| slag            | 78 mm                                  | 78 mm                                  | 78 mm                                  |
| Cilinderinhoud  | 745 cc                                 | 745 cc                                 | 745 cc                                 |
| Max. Vermogen   | 16 kW/22 pk                            |                                        |                                        |
| Topsnelheid     | 125 km/h                               | 125 km/h                               | 125 km/h                               |
| Aandrijving     | cardanas                               | cardanas                               | cardanas                               |
| Rijwielgedeelte | dubbel wiegframe, buisframe            | dubbel wiegframe, buisframe            | dubbel wiegframe, buisframe            |
| Drooggewicht    | ca. 190 kg                             | ca. 190 kg                             | ca. 190 kg                             |
| Voorganger      | R 12                                   | R 12                                   | R 12                                   |
| Opvolger        | R 67/2                                 | R 67/2                                 | R 67/2                                 |